# 古屋奎二
古屋 奎二（ふるや けいじ、1931年9月14日 - 2000年8月18日）は、日本のジャーナリスト、中国研究家。

## 略歴
山梨県生まれ。1953年信州大学文理学部卒、産経新聞社に入り、1981年論説副委員長。文部省国語審議会委員。近畿大学人文学部教授となる。妻は新藤涼子。

## 著書
- 『故宮博物院物語』碩文社 1983　新訂 二玄社 1992
- 『故宮博物院案内』(ブルーガイドパック・ワールド)編著 ブルーガイドセンター 1985
- 『故宮博物院秘宝物語 中国四千年の心をもとめて』淡交社 1991
- 『これだけは知っておきたい故宮の秘宝』二玄社 1998

### 翻訳
- 『日華・風雲の七十年 張群外交秘録』サンケイ出版 1980

## 論文
- ＜古屋奎二